# Cyrtodactylus jambangan
Espèce
Cyrtodactylus jambangan est une espèce de geckos de la famille des Gekkonidae.

## Répartition
Cette espèce est endémique des Philippines. Elle se rencontre dans la péninsule de Zamboanga à Mindanao et dans l'archipel de Sulu.

## Publication originale
- Welton, Siler, Diesmos & Brown, 2010 : Phylogeny-based species delimitation of southern Philippines bent-toed geckos and a new species of Cyrtodactylus (Squamata: Gekkonidae) from western Mindanao and the Sulu Archipelago. Zootaxa, n. 2390, p. 49–68.